# Volvo EC40
De Volvo EC40 is een elektrische SUV-coupé die door Volvo sinds 2021 geproduceerd wordt. De wagen wordt gebouwd in de Volvofabriek in Gent (België). Het is de opvolger van de Volvo V40 uit de compacte middenklasse.
De EC40 deelt de voorkant en de voordeuren met de Volvo XC40. De aandrijflijn werd eerder al gebruikt in de Polestar 2 en de Volvo EX40. Twee elektromotoren leveren een totaal vermogen van 300 kW (408 pk). Een lithium-ion-accu van 75 kWh maakt een actieradius van 420 km mogelijk (WLTP). De EC40 kan accelereren van 0 naar 100 km/u in 4,7 seconden en heeft een topsnelheid die elektronisch begrensd is op 180 km/u.

## Motoren
|                                                           | Recharge Twin               |
| --------------------------------------------------------- | --------------------------- |
| Jaargang                                                  | sinds 10/2021               |
| Motortype                                                 | 2 elektromotoren            |
| Accutype                                                  | Lithium-ion-accu            |
| Capaciteit                                                | 75 kWh                      |
| Vermogen bij 1/min                                        | 300 kW (408 PS)/ 4300-13900 |
| Koppel bij 1/min                                          | 660 Nm bij 0–4350           |
| Aandrijving                                               | vierwielaandrijving         |
| Sprint, 0–100 km/h                                        | 4,7 s                       |
| Topsnelheid                                               | 180 km/u                    |
| Stroomverbruik (EWG-richtlijn), gecombineerd over 100 km) | 22,0 kWh                    |
| Rijbereik (WLTP)                                          | 420 km                      |

Huidige modellen:
EC40 · 
EX30 · 
S60-V60 · 
S90-V90 · 
XC40 · 
XC60 · 
XC90 · 
EX90
Modellen geïntroduceerd na 1965:
100-serie · 
164 · 
200-serie · 
262C · 
66 ·
300-serie · 
400-serie ·
480 ·
700-serie · 
850 · 
900-serie · 
C30 · 
C70 · 
S40 · 
S70 · 
S80 · 
V40 ·
V40 Classic ·
V50 · 
V70-XC70
Modellen geïntroduceerd voor 1965:
ÖV4 · 
PV4 · 
PV650-serie ·
TR670-serie ·
PV36 ·
PV800-serie ·
PV50-serie · 
PV444 ·
PV60 ·
Duett ·
P1900 ·
Amazon · 
PV544 ·
P1800
Conceptauto's:
Philip ·
VESC ·
ECC ·
YCC ·
ReCharge ·
Concept You